# نالچیتی اوپازیلا
نالچیتی اوپازیلا (به لاتین: Nalchity Upazila) یک منطقهٔ مسکونی در بنگلادش است که در ناحیه جلوکاتی واقع شده‌است. نالچیتی اوپازیلا ۲۳۷٫۱۷ کیلومتر مربع مساحت و ۲۰۳٬۵۶۳ نفر جمعیت دارد.